# Кононов (Ставропольский край)
Ко́нонов — хутор в Советском районе (городском округе) Ставропольского края Российской Федерации. Находился в составе муниципального образования «Сельское поселение Восточный сельсовет» (упразднено 1 мая 2017 года).

## География
Расстояние до краевого центра: 197 км. Расстояние до районного центра: 31 км.

## Население
| 1989 | 2002 | 2010 | 2014 |
| ---- | ---- | ---- | ---- |
| 470  | ↗526 | ↘432 | ↗600 |

По данным переписи 2002 года, 59 % населения — русские.

## Образование
- Детский сад № 43 «Ромашка»[7]
- Основная общеобразовательная школа № 18[8]

## Экономика
Отделения № 3 и № 4 агрофирмы «Восточное»

## Кладбище
Христианское кладбище (общественное открытое). Площадь участка 5128 м².